# Андре Франкен
Андрѐ Франкѐн (на френски: André Franquin) е белгийски художник – илюстратор и автор на комикси.

## Биография
Роден е на 3 януари 1924 година в Етербек край Брюксел в семейството на банков чиновник.
През 1946 година поема от своя учител Жиже комикса „Спиру и Фантазио“, който му донася широка известност. Франкен създава популярни комикс поредици, като „Гастон Лагаф“ („Gaston“), „Модест и Помпон“ („Modeste et Pompon“), „Черни идеи“ („Idées noires“).
Андре Франкен умира на 5 януари 1997 година в Сен Лоран дю Вар.